# قشة ريو آكاري
قشة ريو آكاري (الأسم العلمي:Mico acariensis) هو نوع من أنواع قرود القشة يتوطن في البرازيل. تم وصفه لأول مرة في عام 2000.